# Rocker (motoqueiros)

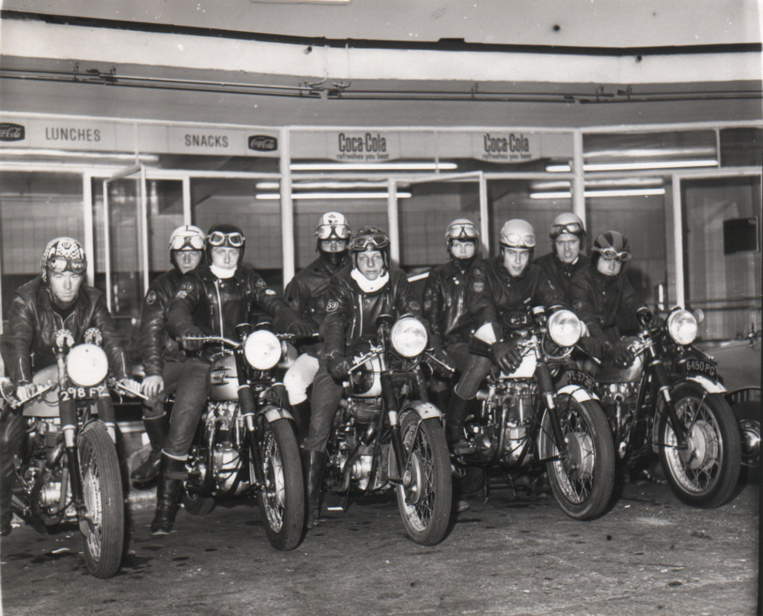
Rockers

Rocker, ton-up boys ou leather boys é a denominação para uma subcultura juvenil (sobretudo da classe operária) surgida no Reino Unido nos anos 50, centrada nas motocicletas do tipo café racer e na música rock and roll e rockabilly. Os Rockers também eram conhecidos pela sua rivalidade com os mods (a temática central do filme Quadrophenia de 1979). 
Tem semelhanças com outros fenómenos surgidos na mesma época noutros países, como os Greasers nos Estados Unidos (embora estes fossem mais entusiastas dos carros hot rod do que das motocicletas), os Blouson noirs na França, os Bodgies e Widgies na Austrália e Nova Zelândia ou os Kaminari-zoku (Tribo do trovão) no Japão.
Embora a subcultura já existisse na década de 1950, eles eram conhecidos como ton-up boys/girls, porque ton-up era uma gíria inglesa para a condução de 100 mph (160 kmh). São diferentes dos greasers, rockabillies, teddy boys e punks . No entanto, os rockers nos anos de 1960 eram comumente referidos como greasers ou graxa como um insulto pelos mods, e hoje o uso dos termos, greaser e rocker é bastante intercambiável no Reino Unido.
Em 1965, o termo americano greaser tinha atravessado para o Reino Unido, com uma escrita no The Sun. "Greasers apenas significa que eles costumavam modificar suas motocicletas"

## Características
Rockers compravam motocicletas de fábrica feitas por padrão e despojadas, ajustando-as e modificando-as para parecerem com motos de corrida. Suas motocicletas não eram apenas o transporte, mas foram usadas como objeto de intimidação e masculinidade, projetando-os inquietos perto da morte, um elemento exagerado pelo uso de crânio do tipo crossbone e simbolismo. Eles correram em vias públicas e saiam em cafés de transporte (paradas típicas de caminhoneiros), como o Ace Cafe, Chelsea Bridge chá stall, Ace of Spades, Busy Bee e Johnsons.
Visto pela primeira vez nos Estados Unidos e depois Inglaterra, o visual de motoqueiro dos rockers nasceu da necessidade e praticidade. Rockers usavam jaquetas de couro bastante decoradas, muitas vezes adornadas com tachas de metal, remendos, emblemas e pinos. Quando eles montavam suas motocicletas, eles normalmente não usava capacete, ou usavam um clássico capacete aberto, óculos de aviador e um lenço de seda branco(para protegê-los dos elementos). Outros itens comuns incluíram: camisetas, bonés de couro, Levi ou Wrangler Jeans, calças de couro, botas de cano alto(muitas vezes feita por Lewis Leathers). Também popular era um patch declarando adesão ao Clube 59 na Inglaterra, uma organização de jovens com base na igreja, que mais tarde formaram o moto clube (59 Club) com membros de todo o mundo. O penteado era mantido no lugar com Brylcreem, normalmente era um topete suave ou exagerado, como era popular com alguns músicos de Rock and Roll dos anos 1950.
Originalmente, os rockers eram contra uso de drogas, de acordo com Johnny Stuart.
Eles não tinham envolvimento e nem aceitação por drogas. Para eles, anfetaminas, maconha, heroína e todas as drogas eram algo para ser odiado. Seu ódio ritual aos Mods foi baseado em parte no fato de que entre os Mods, as drogas eram comuns e aceitas, portanto, foram considerados como maricas. Sua antipatia por qualquer pessoa conectada com as drogas era intensa.

## Reuniões Rocker
No início de 1980, The Rocker Reunion Clube foi iniciado por Lennie Paterson (um membro original do 59 Club) e um punhado de rockers originais que eram os "Chelsea Bridge Boys", que continuou a atender a todos ao longo de 20 anos ou mais na barraca de chá da ponte. Eles organizaram bailes nostálgicos chamados "piss-ups", o que atraiu pessoas de lugares tão distantes como Europa, América e Japão e corriam para locais nostálgico. A primeira reunião rocker reuniu 70 motocicletas clássicas britânicas em Pitsea, as seguintes foram em outros locais com relevância histórica para os Rockers, como Brighton , Southend e Southsea, que, em 1988, atraiu mais de 7.000 motos. Eles criaram um modelo que se tornou um movimento mundial. Dentro de poucos anos, esses eventos atraíram de 10.000 a 12.000 revivalistas, ganhando a atenção da mídia e novos convertidos.
Em 1993/1994 as discussões entre Lennie, Mark Wilsmore e outros levaram a ideia de fazer um Chelsea Bridge reunião e, em seguida, o aniversário de 25 do Ace Cafe Reunion, a reabertura do café e Wilsmore  assumiu a administração dos eventos de reunião. Os eventos agora atraem até 40 mil pilotos.